# Unieszyno
Unieszyno (dodatkowa nazwa w j. kaszub. Ùnieszëno) – osada kaszubska w Polsce położona w województwie pomorskim, w powiecie lęborskim, w gminie Cewice.
| SIMC    | Nazwa       | Rodzaj     |
| ------- | ----------- | ---------- |
| 0741831 | Unieszyniec | przysiółek |

Osada jest siedzibą sołectwa Unieszyno w którego skład wchodzą również Krępkowice i Unieszynko.
W latach 1975–1998 miejscowość administracyjnie należała do województwa słupskiego.